# Eucereon fosteri
Eucereon fosteri är en fjärilsart som beskrevs av Rothschild 1912. Eucereon fosteri ingår i släktet Eucereon och familjen björnspinnare. Inga underarter finns listade i Catalogue of Life.